# Девечер
Девечер (мађ. Devecser) град је у западној Мађарској. Девечер је град у оквиру жупаније Веспрем. У средњем веку на подручју данашњег Девечера било је пет села: Девечер, Кишдевечер, Сек, Међеш и Патони. Сва ова села су се проширила у 12. и 13. веку. 

## Географија

### Локација
Девечер се налази на западној ивици крашког планинског венца Бакоњ, поред потока Торна. Најлакше је доћи аутопутем 8, који иде дуж северне ивице града, отприлике у правцу исток-запад. На центар града утичу путеви 7317 који воде кроз град Њирад до Таполц, 7322 који воде до Шомловашархељ, 7324 који воде до Шимега и 7339 који воде од Ајке до Колонтара. На истој тачки као 7324, овде се одваја пут 8402 од деонице главног пута 8, који га повезује са градом Папа, такође се одваја од 8, у близини северозападне ивице споредног пута број 84 103, који води до Борсерчека, који се може сматрати одвојеним насељем. На административну област Девечер такође утиче пут 8401, далеко североисточно од његових насељених подручја.
Кроз насеље пролази и железничка пруга Секешфехервар–Сомбатхељ, а пут до железничке станице овде је обезбеђен уским споредним путем број 73 315 дужине 400 метара (познат као Ваш утца) који се одваја на запад од почетна деоница пута 7324.

### Историја
У средњем веку на подручју данашњег Девечера било је пет села: Девечер, Кишдевечер, Сек, Међеш и Патони. Сва ова села су се проширила у 12. и 13. веку. Девечер је било старо мађарско лично име, али је порекло првог власника непознато. Касније су се његови власници прозивали по селу. Ова села су вероватно постојала већ током 12. века. У документу од 22. јула 1274. први пут се као породично име помиње име села. Краљ Ласло Кун дарује ову област ичпану Мартону Девечерију.
У другој половини 14. века Јанош Девечери је добио надимак Чорон. Од тада је породица користила ово име. До краја 15. века, Чорони су постали богати, а цео крај је постао њихов. Током 1470-1490-их, Мартон Чорон је проширио своју властелинску кућу, изграђену на малом брду које се уздиже у поплавној равници потока Торна. Отприлике у то време, локалитет је постао и центар округа Девечер. Касније је имање одузето породици, али им је враћено због заслуга у сузбијању сељачког устанка Ђерђа Доже.
Током турских ратова, Турци су много пута покушавали да заузму утврђени дворац Девечер, ипак су успели то да ураде 1552. године, али су га 1566. године Мађари поново заузели. Године 1584. изумрла је мушка грана породице Чорон, па је имање наследила једна од ћерки, преко које је дошла у посед породице Надашди. Дворац и његова околина постали су власништво породице Естерхази 1625. године.
Дана 3. октобра 1872. године почео је саобраћај на железничкој станици насеља, која је успостављена дуж железничке пруге Секешфехервар-Сомбатељ. Геза Гардоњи је овде био помоћни учитељ од 5. септембра 1882. до 20. јануара 1884. године. Отприлике у то време, његови први чланци су се појавили у разним прекодунавским новинама.
Био је седиште округа Девечер до 1971. године, када је седиште округа пребачено у суседну Ајку, која је вештачки развијена у оквиру социјалистичке индустријализације.

## Становништво
У време пописа 2011. године, 91,8% становника изјаснило се као Мађари, 0,7% као Немци, 12,4% као Роми и 0,2% као Румуни (8,2% се није изјаснило). 
Верска дистрибуција је била следећа: римокатолици 67,7%, реформисани 2,8%, лутерани 1,9%, неденоминациони 8,5% (18,6% се није изјаснило).